# Un Noël de folie !
Pour plus de détails, voir Fiche technique et Distribution.
Un Noël de folie ou Noël avec les Krank au Québec (Christmas with the Kranks) est un film de Noël américain réalisé par Joe Roth et sorti en 2004. Il s'agit d'une adaptation du roman Pas de Noël cette année (en:Skipping Christmas) de John Grisham.

## Synopsis
La fille de la famille Krank part pour un stage humanitaire au Pérou, mais son départ est prévu quelques jours avant Noël et Nora est très déçue car elle voulait passer Noël avec sa fille. Les Krank décident alors d'aller faire une croisière de dix jours et de boycotter Noël, ce qui sème la grogne chez leurs voisins. Toutefois, leur fille leur annonce à la dernière minute qu'elle revient finalement passer Noël à la maison. Nora est très contente mais Luther lui, préfère la croisière. Le couple doit alors affronter toutes les planifications de dernière minute.

## Fiche technique
Sauf indication contraire, les informations mentionnées dans cette section peuvent être confirmées par les bases de données cinématographiques IMDb et Allociné,  présentes dans la section « Liens externes ».
- Titre original : Christmas with the Krank
- Titre français : Un Noël de folie !
- Titre québécois : Noël avec les Krank
- Réalisateur : Joe Roth
- Scénario : Chris Columbus, d'après un roman de John Grisham
- Musique : John Debney
- Production : Chris Columbus, Michael Barnathan, Mark Radcliffe
- Société de distribution : Columbia Pictures
- Budget : 60 million de dollars
- Langue originale : anglais
- Genre : comédie
- Durée : 98 minutes
- Dates de sortie[1] :
  - États-Unis : 24 novembre 2004
  - France : 15 décembre 2004

## Distribution
- Tim Allen (VF : Michel Papineschi) : Luther Krank
- Jamie Lee Curtis (VF : Véronique Augereau) : Nora Krank
- Dan Aykroyd (VF : Richard Darbois) : Vic Frohmeyer
- Erik Per Sullivan (VF : Gwenaël Sommier) : Spike Frohmeyer
- M. Emmet Walsh (VF : Jean Lescot) : Walt Scheel
- Elizabeth Franz (VF : Hélène Otternaud) : Bev Scheel
- Cheech Marin (VF : Jean-François Aupied) : l'officier Salino
- Jake Busey (VF : Patrick Delage) : l'officier Treen
- Austin Pendleton (VF : Denis Boileau) : Umbrella Santa / Marty
- Tom Poston (VF : Thierry Murzeau) : père Zabriskie
- Julie Gonzalo (VF : Caroline Pascal) : Blair Krank
- Rene Lavan (en) (VF : Daniel San Pedro) : Enrique Decardenal
- Caroline Rhea : Candi
- Felicity Huffman (VF : Géraldine Asselin) : Merry
- Patrick Breen : Aubie
- Bonita Friedericy (VF : Sylvie Genty) : Jude Becker
- John Short (VF : Daniel Lafourcade) : Ned Becker

 Source et légende : version française (VF) sur RS Doublage